# Jakob Geßner (Schauspieler)
Jakob Geßner (* 1988 in Augsburg) ist ein deutscher Schauspieler.

## Leben
Jakob Geßner absolvierte sein Schauspielstudium von 2010 bis 2014 an der Hochschule für Musik und Theater in Hamburg. Während seiner Ausbildung gastierte er u. a. an der Hamburger Kammeroper, bei der Hamburger Theaterakademie, in den Zeisehallen und auf Kampnagel. 2013 trat er am Thalia Theater in Karin Neuhäusers Inszenierung von Frühlings Erwachen als Moritz Stiefel auf.
Ab der Spielzeit 2013/14 war er bis zum Ende der Spielzeit 2020/21 festes Ensemblemitglied am Münchner Volkstheater. Dort arbeitete er u. a. mit den Regisseuren und Regisseurinnen Abdullah Karaca, Lea Ralfs, Mina Salehpour, Lilja Rupprecht, Simon Solberg, Lucia Bihler und immer wieder mit Christian Stückl zusammen.
Zu seinen Rollen am Münchner Volkstheater gehörten u. a. der Tambourmajor in Woyzeck, der Tempelherr in Nathan der Weise (an der Seite von August Zirner als Nathan), Florizel in Das Wintermärchen, Trinculo in Der Sturm, Rassumichin in Schuld und Sühne, Trigorin in Die Möwe, K. in Das Schloß, Basil Hallward in Das Bildnis des Dorian Gray und Eilat Lövborg in Hedda Gabler.
In der Spielzeit 2018/19 war er neben Jonathan Müller (Estragon), Silas Breiding (Wladimir) und Jonathan Hutter (Lucky) der Pozzo in Becketts Warten auf Godot.
Geßner stand auch für einige Film- und Fernsehproduktionen vor der Kamera. In der 19. und 20. Staffel der TV-Serie Um Himmels Willen (2020–2021) hatte er eine durchgehende Nebenrolle, in der er Alexander „Alex“ Rauscher, den persönlichen Referenten von Bürgermeister Wöller (Fritz Wepper), spielte. In der 12. Staffel der ZDF-Krimiserie Die Chefin (2021) übernahm er, an der Seite von Doris Kunstmann, eine Episodenrolle als Georg „Schorsch“ Buchner, der tatverdächtige Sohn einer Münchner Spielhallenbetreiberin und Unterweltgröße. Es folgte eine durchgehende Nebenrolle als Max Freischütz in der SWR-Serie Höllgrund (2022). In Die Bestatterin – Zweieinhalb Tote (2023), dem dritten Film der ARD-Filmreihe Die Bestatterin spielte er Mario Godelmann, einen Jugendfreund der Bestatterin und Hobby-Detektivin Lisa Taubenbaum (Anna Fischer). In der 20. Staffel der ZDF-Serie SOKO Köln (2023) spielte er Erik Trimborn, einen der Tatverdächtigen. In der 20. Staffel der ZDF-Serie SOKO Wismar (2024) war er als tatverdächtiger Versicherungsvertreter, dessen Ehefrau ein Doppelleben führte, zu sehen. In der 10. Staffel der TV-Serie In aller Freundschaft – Die jungen Ärzte (2024) übernahm er eine dramatische Episodenhauptrolle als Dennis Helbinger, der befürchtet, durch die MS-Erkrankung seiner Ehefrau seinen Lebenstraum von einer langen Weltreise aufgeben zu müssen. In der 19. Staffel der ZDF-Serie Notruf Hafenkante (2024) war er als tatverdächtiger ehemaliger Obdachloser und Fahrer einer Billstedter Hilfsorganisation zu sehen.
Für den Bayerischen Rundfunk arbeitete er mehrfach als Hörspielsprecher. 
Jakob Geßner ist Vizeweltmeister und Europameister im Wildwasser-Rafting (Bosnien-Herzegowina). Er lebt in Hamburg.

## Filmografie (Auswahl)
- 2015: Diorama (Kurzfilm)
- 2017: Tatort: Hardcore (Fernsehreihe)
- 2020–2021: Um Himmels Willen (Fernsehserie, Serienrolle)
- 2021: Die Chefin (Fernsehserie, Folge Spender 5634)
- 2022: Höllgrund (Fernsehserie)
- 2022: JGA: Jasmin. Gina. Anna.
- 2023: Morden im Norden (Fernsehserie, Folge Harte Kerle)
- 2023: Die Bestatterin – Zweieinhalb Tote (Fernsehreihe)
- 2023: SOKO Köln (Fernsehserie, Folge Die Ruhe nach dem Sturm)
- 2023: Sisi (Fernsehserie)
- 2024: SOKO Wismar (Fernsehserie, Folge Karoline Undercover)
- 2024: Solo für Weiss – Tödliche Wahl (Fernsehreihe)
- 2024: In aller Freundschaft – Die jungen Ärzte (Fernsehserie, Folge Härtetest)
- 2024: Notruf Hafenkante (Fernsehserie, Folge Helfer in Not)

## Hörspiele (Auswahl)
- 2019: Joël László: Ante oder der Thunfisch – Regie: Henri Hüster (Original-Hörspiel – BR)
- 2021: Carl Amery: Der Untergang der Stadt Passau (2 Teile) – Bearbeitung und Regie: Bernadette Sonnenbichler (Hörspielbearbeitung – BR)